# Jacques Augarde

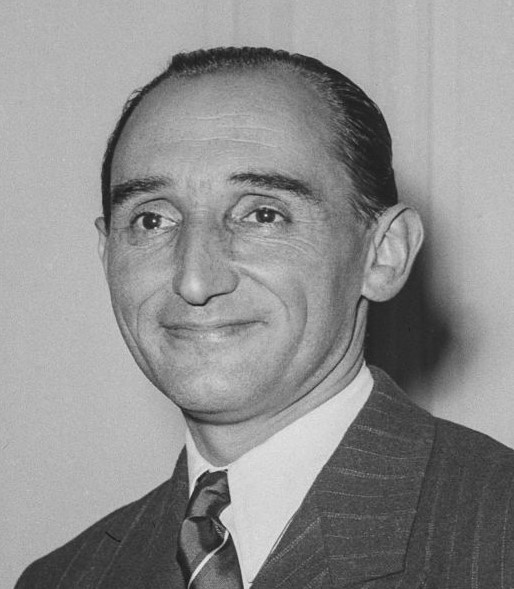
Jacques Augarde in 1947

Jacques Augarde (Agen, 13 april 1908 – Parijs, 19 juli 2006) was een Frans politicus en journalist.
Augarde was lid van de christendemocratische Mouvement Républicain Populaire (Republikeinse Volksbeweging), later van het Centre Républicain (Republikeinse Centrum), en woonde in Algerije, destijds een Franse kolonie. Van 1947 tot aan de onafhankelijkheid van Algerije in 1962, was hij burgemeester van Bougie (Béjaïa). Hij was onderstaatssecretaris van Moslimzaken in het kabinet-Schuman I (24 november 1947 - 19 juli 1948).
Hij was van 1949 tot 1962 lid van de Generale Raad (Conseil Général) van het departement Constantine (Algerije) en zat namens dit departement tussen 1951 en 1959 in de Franse Nationale Vergadering (Assemblée Nationale) en de Senaat (Sénat). Na de onafhankelijkheid van Algerije keerde hij naar Frankrijk terug en was actief binnen de beweging van Franse gerepatrieerden. Vanwege zijn grote belangstelling voor Afrika werd hij benoemd tot hoogleraar aan de Academie voor Overzeese Wetenschappen (l'Académie des sciences d'outre-mer).
Augarde overleed op 98-jarige leeftijd.
Hij werd onderscheidden met het Oorlogskruis 1939-1945 (Croix de Guerre 1939-1945) en Commandeur van het Legioen van Eer.